# فیلیپ ماداک
فیلیپ ماداک (انگلیسی: Philip Madoc؛ ‏ ۵ ژوئیهٔ ۱۹۳۴ – ۵ مارس ۲۰۱۲) بازیگر و زبان‌شناس چیره‌دست اهل بریتانیا بود. وی بین سال‌های ۱۹۶۲ تا ۲۰۱۲ میلادی فعالیت می‌کرد.
از فیلم‌ها یا برنامه‌های تلویزیونی که وی در آن نقش داشته‌است، می‌توان به هدف، ارتش بابا، باد سخت در جامائیکا، عملیات کراسبو، خاطرات کوئیلر، جاسوسی که از سردسیر آمد، دکتر جکیل و خواهر هاید، تله مرگبار، دکتر هو، درباره فیدل، عملیات سپیده‌دم و قایق‌های جهنمی اشاره کرد.